# Wake Up Call
Wake Up Call e вторият сингъл на Maroon 5 от техния втори студиен албум It Won't Be Soon Before Long. Сингълът излиза в радио ефира на 17 юли 2007, а световната премиера на видеоклипа e на 31 юли.